# Кривицкий, Леонид Гершович
Леони́д Ге́ршович Криви́цкий (1 апреля 1932, Зиновьевск, Украинская ССР, СССР — 16 апреля 2015, Санкт-Петербург, Россия) — российский советский живописец и педагог, Заслуженный художник РСФСР, член Санкт-Петербургского Союза художников (до 1992 года — Ленинградской организации Союза художников РСФСР).

## Биография
До Великой Отечественной войны семья переехала в Ленинград. Учился в Ленинградском художественно-педагогическом училище (Таврическом) (1949—1953), в Ленинградском институте живописи, скульптуры и архитектуры имени И. Е. Репина (1953—1959). Окончил институт по мастерской И. А. Серебряного с присвоением квалификации художника живописи. Дипломная работа — картина «Первый рабфак».
В 1959—1962 годах занимался в аспирантуре института. Участвовал в выставках с 1960 года, экспонируя свои работы вместе с произведениями ведущих мастеров изобразительного искусства Ленинграда. Член Ленинградского отделения Союза художников РСФСР с 1960 года. Пишет портреты, жанровые и исторические композиции, пейзажи. Автор картин «Первый рабфак» (1959), «Энтузиасты. Комсомольцы первых пятилеток», «Дорога солдата» (обе 1961), «Ленин», «Поэт революции», «Стачки» (все 1964), «Парней увозят поезда» (1965), «Враг у ворот» (1967), «Председатель Совнаркома В. И. Ульянов (Ленин)» (1969), «Доктор А. П. Лернер», «Студентка» (обе 1971), «Портрет искусствоведа М. Г. Эткинда», «Портрет художника А. А. Фридмана», «Страны Советов дипломат. Наркоминдел Г. В. Чичерин» (все 1972), «Гибель комиссара», «С. М. Киров», «Нарком просвещения А. В. Луначарский» (все 1975), «Ленинград. Радио. Ольга Берггольц» (1976), «На фронте под Ленинградом (И. А. Серебряный)» (1980) и др.
В 1970 году Л. Г. Кривицкий был удостоен почётного звания Заслуженный художник РСФСР. Четверть века художник отдал педагогической работе на художественно-графическом факультете (сейчас —  факультет изобразительного искусства Архивная копия от 21 июня 2020 на Wayback Machine) Ленинградского государственного педагогического института имени А. И. Герцена.

## Музейные коллекции
Произведения Л. Г. Кривицкого находятся в постоянных коллекциях ряда музеев и частных собраниях России, Украины, Германии, США, Франции.
- Государственный Русский музей
- Государственная Третьяковская галерея